# Eufònia de ventre taronja
L'eufònia de ventre taronja (Euphonia xanthogaster) és un ocell de la família dels fringíl·lids (Fringillidae).

## Hàbitat i distribució
Habita la selva pluvial, clars i vegetació secundària de les terres baixes de l'est de Panamà, Colòmbia, Veneçuela i Guyana, cap al sud, per l'oest dels Andes, fins l'oest de l'Equador i, a través de l'est de l'Equador i est del Perú fins al nord de Bolívia i Amazònia, est i sud-est del Brasil.